# Henning-Leopold von Hassell
Adalbert Burkhart Hartmut Henning-Leopold von Hassell (* 18. April 1929 in Königsberg (Preußen); † 1996) war ein deutscher Diplomat.

## Leben
Henning Leopold von Hassell war Sohn des Oberpräsidialrats Karl von Hassell. Er studierte Politikwissenschaften und Rechtswissenschaft und wurde 1952 an der Universität Tübingen zum Doktor der Rechtswissenschaften promoviert. Vom 14. Februar 1971 bis 1977 war Henning Leopold von Hassell Botschaftsrat erster Klasse in Santiago de Chile und von 1992 bis 1993 Außerordentlicher und Bevollmächtigter deutscher Botschafter in Nikosia.
1977 erhielt er das Verdienstkreuz 1. Klasse der Bundesrepublik Deutschland.

## Veröffentlichungen
- Möglichkeiten der Verhinderung von Wahlstörungen. Dissertation Tübingen 1952.